# Philosophers Behaving Badly
Philosophers Behaving Badly (Les philosophes se comportant mal) est un livre de Nigel Rodgers (en) et Mel Thompson (en). La thèse du livre est qu'on ne peut pas séparer les œuvres et les idées des grands philosophes de leurs vies,. À cet égard, l'approche du livre est complètement nouvelle. Les auteurs donnent des exemples tirés des vies de huit grands philosophes (Jean-Jacques Rousseau, Arthur Schopenhauer, Nietzsche, Bertrand Russell, Ludwig Wittgenstein, Martin Heidegger, Jean-Paul Sartre et Michel Foucault),, pour prouver leurs allégations. Ils soulignent toutefois que les résultats ne remettent pas en question la pensée des philosophes intéressés, mais apportent un éclairage nouveau sur un vieux sujet. Le livre a été publié au Royaume-Uni par Peter Owen Publishers en 2005 et salué comme « fascinant et révélateur » par Richard Edmonds dans le Birmingham Post et par Peter Watson dans le Times Higher Education comme « excellent », bien que Watson finalement ne trouve pas les arguments entièrement concluants. Le livre a également été critiqué dans les sphères académiques et non-académiques pour son manque de rigueur académique. Cependant, les auteurs ne prétendent pas qu'il s'agit d'un livre académique classique.
Le titre du livre est peut-être un peu trompeur. Le livre donne une introduction à l'œuvre de ces huit philosophes fixée dans le cadre de leur vie. Il ne ridiculise pas leur pensée mais montre comment elle se rapporte à leurs expériences comme individus. 

## Source de la traduction
- (en) Cet article est partiellement ou en totalité issu de l’article de Wikipédia en anglais intitulé « Philosophers Behaving Badly » (voir la liste des auteurs).